# جامعة تكساس التقنية
جامعة تكساس التقنية (بالإنجليزية:Texas Tech University)، واختصارها (بالإنجليزية: TTU)هي جامعة أمريكية في مدينة لوبوك، تكساس، الولايات المتحدة الأمريكية.هي جامعة متخصصة في علوم التقنية وتكنولوجيا المعلومات بشكل عام، وتأسست في 10 فبراير سنة 1923، كانت تعرف سابقا باسم كلية تكساس التكنولوجية.المؤسسة الرائدة في نظم المعلومات، الذي هو معروف لكونها واحدة من أكبر الجامعات في الولايات المتحدة والدول المجاورة. أيضا،
انظر أيضا
- جامعة تكساس
- جامعة